# گنجشک کاکل‌حنایی
گنجشک کاکل‌حنایی (نام علمی: Aimophila ruficeps) نام یک گونه از تیره زردپره‌ایان است.